# Roccanova
Roccanova község (comune) Olaszország Basilicata régiójában, Potenza megyében.

## Fekvése
A település az Agri, Sinni és Sarmento folyók közötti dombvidéken fekszik. Határai: Aliano, Castronuovo di Sant’Andrea, Chiaromonte, Gallicchio, Missanello, San Chirico Raparo, Sant’Arcangelo és Senise.

## Története
Alapításáról pontos adatok nincsenek. Első említése a 12. századból származik, amikor a Rinaldo család birtoka volt. A közelmúltban elvégzett régészeti vizsgálatok i.e. 6 századi leleteket hoztak felszínre, így valószínűsíthető már már az ókorban lakott vidék volt. A 19. század elején, amikor a Nápolyi Királyságban felszámolták a feudalizmust, önálló község lett.

## Népessége
A népesség számának alakulása:

## Főbb látnivalói
- Madonna Delle Serre-szentély
- Santa Maria delle Grazie-templom
- San Rocco-templom
- San Nicola di Bari-templom